# پیرغی
پیرغی (به لاتین: Pyrgi) یک روستا در یونان است که در خیوس واقع شده‌است.